# Scirpus rosthornii
Scirpus rosthornii là loài thực vật có hoa trong họ Cói. Loài này được Diels miêu tả khoa học đầu tiên năm 1900.